# Alexander Blank
Alexander „Alex“ Blank (* 4. Februar 2002 in Berlin) ist ein deutscher Eishockeyspieler, der seit Juli 2025 bei den Augsburger Panthern aus der Deutschen Eishockey Liga (DEL) unter Vertrag steht. Zuvor lief der Center bereits für die Iserlohn Roosters, Krefeld Pinguine und Düsseldorfer EG in der DEL auf.

## Karriere

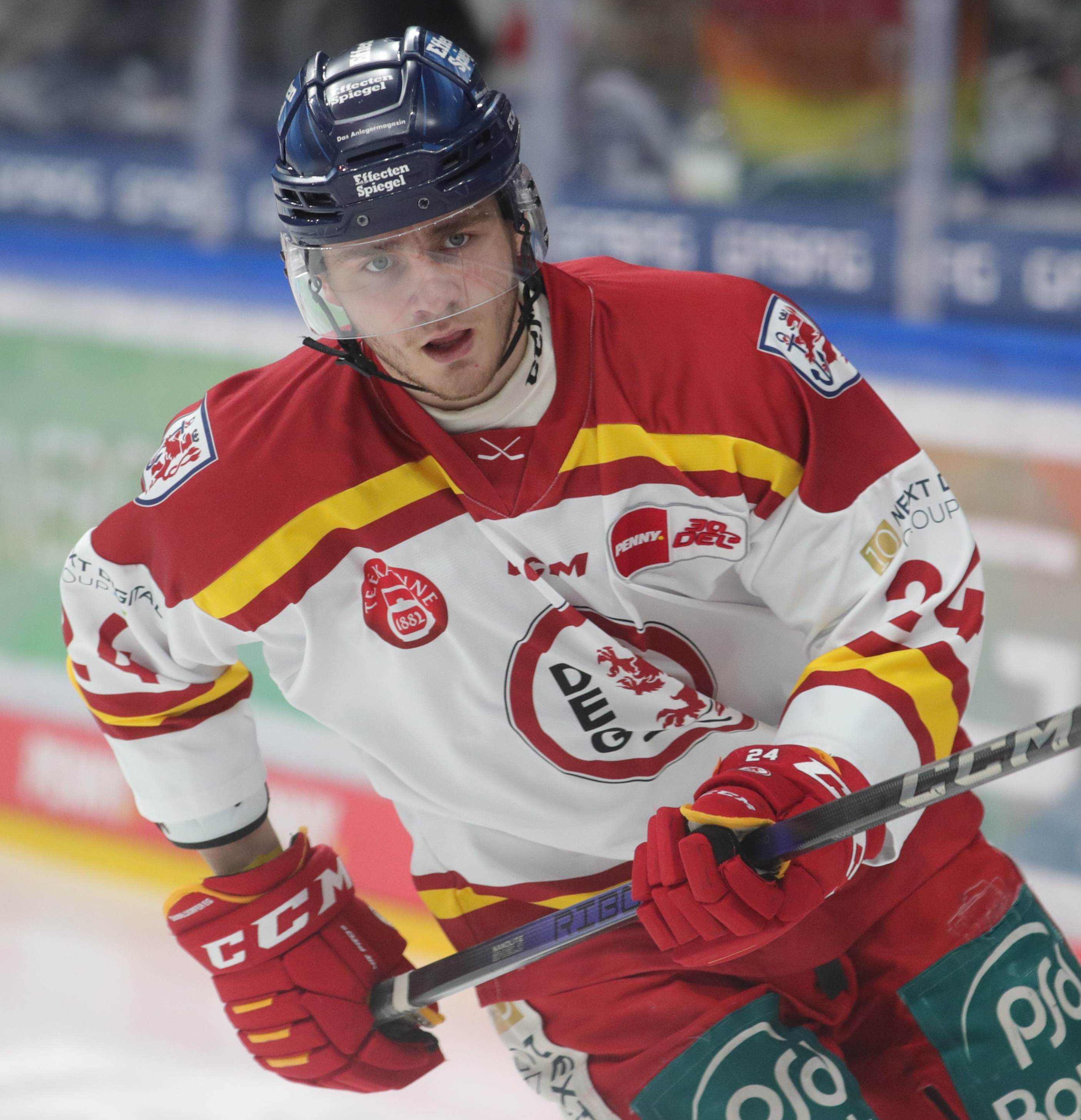
Blank im Trikot der Düsseldorfer EG (2024)

Alexander Blank begann mit dem Eishockeyspielen beim Krefelder EV, bevor er mit 14 Jahren an die Hockey Academy des EC Red Bull Salzburg wechselte. Nach zwei Jahren kehrte er nach Deutschland zurück und schloss sich den Iserlohn Roosters an, in dessen Nachwuchsabteilung sein Vater Boris, der selbst 17 Jahre lang als Stürmer in der DEL aktiv war, zeitgleich ein Traineramt übernahm. Alexander Blank wurde hauptsächlich in der U17- und der U20-Mannschaft eingesetzt. In der Saison 2019/20 gelang es ihm, nach dem Abgang von Alexandre Grenier einen Kaderplatz im Profi-Team zu ergattern. Neun DEL-Spiele standen nach der Spielzeit zu Buche.
Im Sommer 2020 zog es ihn – ebenso wie seinen Vater – wieder nach Krefeld, wo er sich endgültig als Stammspieler in der DEL etablierte. Mit sechs Toren war er in der Spielzeit 2020/21 der fünftbeste Torschütze der Pinguine. Im Sommer 2022 galt er als Kandidat für den NHL Entry Draft, bei dem er schlussendlich nicht ausgewählt wurde. Anschließend wurde Blank zur Spielzeit 2022/23 von der Düsseldorfer EG verpflichtet, mit der er am Ende der Saison 2024/25 in die DEL2 abstieg. Durch den Wechsel zu den Augsburger Panthern verblieb der Stürmer aber über das Spieljahr hinaus in der DEL.

### International
Nach mehreren Einsätzen in der U20-Nationalmannschaft wurde Alexander Blank im Vorfeld der Weltmeisterschaft 2021 erstmals in die deutsche A-Nationalmannschaft berufen. Im Jahr 2022 gehörte er zum Team für den Deutschland Cup.
Zwischendurch kam er weiter in Junioren-Nationalmannschaften zum Einsatz. So erzielte er bei der U20-Weltmeisterschaft 2022 beim 4:2-Sieg gegen Österreich innerhalb von acht Minuten einen Hattrick und wurde zu den drei besten Spielern des deutschen Teams gewählt. Zuvor hatte der Angreifer bereits beim abgebrochenen Event im Dezember 2021 im deutschen Kader gestanden.

## Erfolge und Auszeichnungen
- 2018 EBJL-Meister mit dem EC Red Bull Salzburg

## Karrierestatistik
Stand: Ende der Saison 2024/25

### International
Vertrat Deutschland bei:

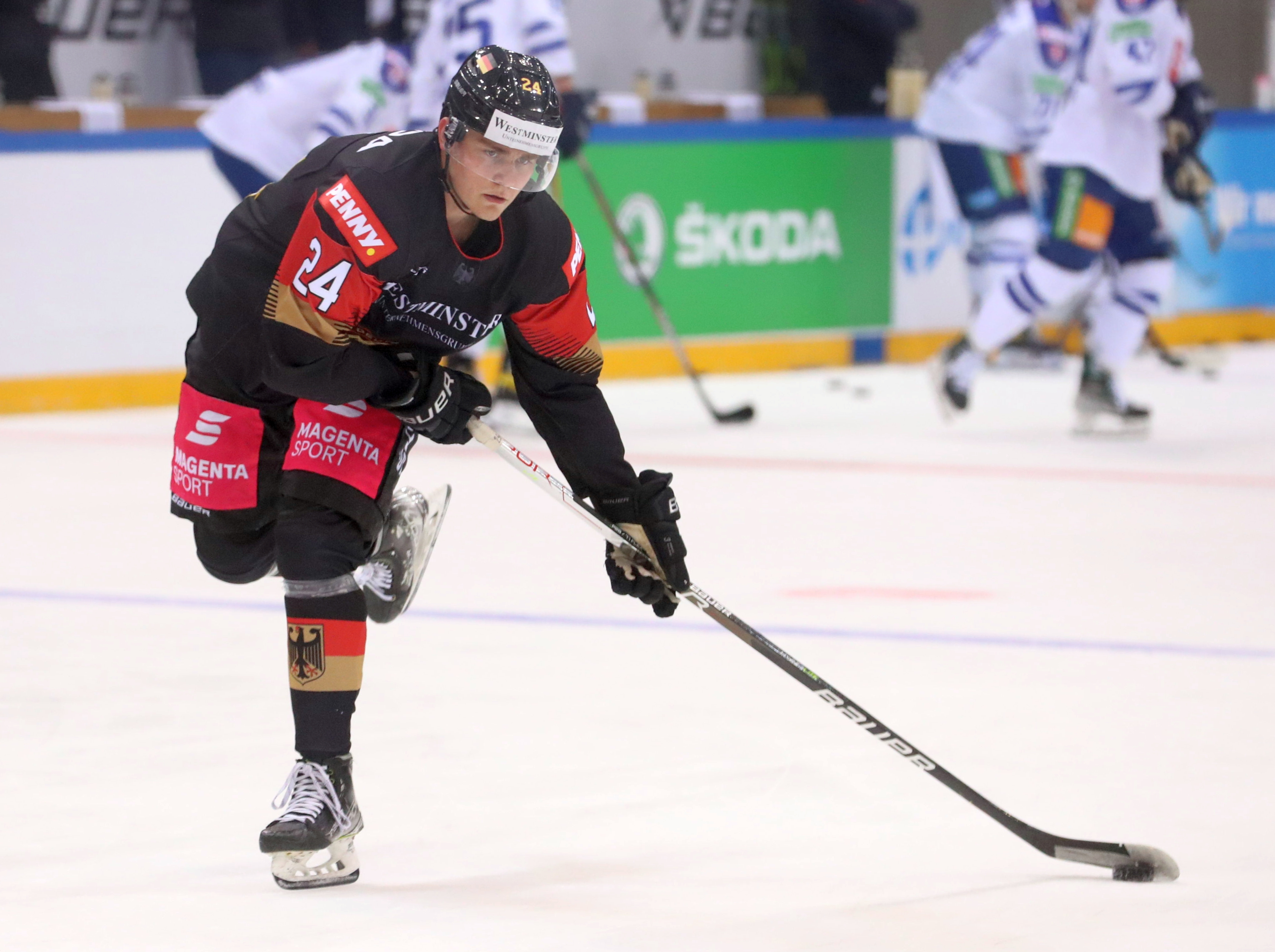
Blank als Spieler der deutschen Nationalmannschaft (2022)

- abgebr. U20-Junioren-Weltmeisterschaft 2022
- U20-Junioren-Weltmeisterschaft 2022

(Legende zur Spielerstatistik: Sp oder GP = absolvierte Spiele; T oder G = erzielte Tore; V oder A = erzielte Assists; Pkt oder Pts = erzielte Scorerpunkte; SM oder PIM = erhaltene Strafminuten; +/− = Plus/Minus-Bilanz; PP = erzielte Überzahltore; SH = erzielte Unterzahltore; GW = erzielte Siegtore; 1 Play-downs/Relegation; Kursiv: Statistik nicht vollständig)